# Acuerdo de Asociación entre Ucrania y la Unión Europea
El Acuerdo de la Asociación entre Ucrania y la Unión Europea es un tratado internacional firmado en 2014 por el cual se establece una asociación política entre ambas partes. El pacto plantea el objetivo de acelerar las relaciones políticas y económicas entre las partes y la gradual integración de Ucrania en el mercado interior de la Unión Europea mediante el ingreso al Espacio Económico Europeo. El acuerdo entró plenamente en vigor a partir del 1 de enero de 2016.
En este pacto, llamado oficialmente AA/DCFTA, las partes se comprometieron a cooperar y converger la política, la legislación y la regulación a través de una amplia gama de áreas, incluyendo la igualdad de los derechos de los trabajadores, dar pasos hacia la circulación libre de visado, el intercambio de información y personal en el ámbito de la justicia, la modernización de la infraestructura energética de Ucrania y el acceso al Banco Europeo de Inversiones. Ambas partes también se comprometieron a sostener cumbres de manera regular, así como a implementar la creación de un Consejo de Asociación a nivel ministerial.
El acuerdo también compromete a Ucrania a ciertas reformas económicas, judiciales y financieras, con el fin de hacer que sus políticas converjan con las de la Unión Europea. Ucrania se comprometió asimismo a ajustarse de manera gradual a las normas técnicas y de consumo de la UE. Por su parte, la UE acordó proporcionar a Ucrania, con el apoyo político y financiero, el acceso a la investigación y al conocimiento, así como el acceso preferente a al mercado de la UE. El acuerdo compromete a ambas partes a promover una convergencia gradual hacia las políticas de la Agencia Europea de Defensa, incluida la Política Común de Seguridad y Defensa de la Unión Europea.
El acuerdo se produjo después de más de dos décadas en las que ambas partes buscaban establecer lazos cercanos la una con la otra. Por un lado, la Unión Europea quiere asegurarse que sus importaciones de gas natural de Ucrania, así como de sus exportaciones hacia esta no se vean amenazadas por la inestabilidad en la región, además de sostener la creencia de que esta misma inestabilidad puede ser reducida con el tiempo, a través de una serie de reformas económicas y sociopolíticas en Ucrania. Ucrania, por su parte, quiere incrementar sus exportaciones al beneficiarse del libre comercio con la UE, mientras atraen la inversión extranjera deseada.
La sección política del tratado se firmó el 21 de marzo del 2014 después de una serie de sucesos que habían estancado su ratificación, los cuales culminaron en una revolución en Ucrania y el destitución del entonces presidente de Ucrania Víktor Yanukóvich. Esta destitución se provocó por la negativa de Yanukóvich a firmar un largamente negociado acuerdo con la UE - el segundo socio comercial más importante de Ucrania- y, en vez de ello, presentó una asociación con la unión aduanera liderada por Rusia como una alternativa.
El acuerdo ha sido visto por varios sectores como el detonante de la crisis en Ucrania de 2013-2015.

## Historia

### Pasos iniciales
El 22 de julio de 2008 se anunció que Ucrania firmaría un Acuerdo de Asociación con la Unión Europea (AA). Sin embargo, tras la condena de la líder de la oposición Yulia Timoshenko a siete años en prisión el 11 de octubre de 2011, la representante de asuntos exteriores de la UE Catherine Ashton advirtió que, si bien las conversaciones sobre un acuerdo entre las dos partes continuaría, la condena de Timoshenko tendría «profundas consecuencias» en las relaciones bilaterales. Y es que la Unión Europea y varios de sus Estados miembros, principalmente Alemania, habían presionado al presidente ucraniano Víktor Yanukóvich y al Gobierno de Mikola Azárov a poner fin a la detención de Timoshenko debido a su delicado estado de salud.
De acuerdo a una declaración conjunta de Ucrania y la UE, adoptada el 19 de diciembre del 2011 en una cumbre entre ambas partes, la ratificación del tratado del AA dependía del «respeto de Ucrania por los valores comunes y del estado de derecho con un poder judicial independiente». El AA se inició el 30 de marzo del 2012 en Bruselas y el 19 de julio siguiente fue inicialado (paso previo a la firma definitiva) el texto del Acuerdo sobre el establecimiento de la zona de libre comercio entre la Unión Europea y Ucrania, parte integrante del AA. Sin embargo, para noviembre del 2012 el acuerdo aún no había sido firmado por el Parlamento europeo y los gobiernos de los Estados miembros de la Unión Europea.
En una declaración del 10 de diciembre del 2012, el Consejo de la Unión Europea reafirmó su compromiso con la firma del AA, incluyendo un área de libre comercio «tan pronto las autoridades ucranianas demuestren una decisiva acción así como avances tangibles en las tres áreas —reformas electorales, judiciales y constitucionales— mencionadas anteriormente».
El 22 de febrero del 2013 fue aprobada por 315 de los 349 miembros registrados de la Rada Suprema una resolución estableciendo que «dentro de sus poderes» el parlamento se aseguraría que las recomendaciones del Consejo la Unión Europea serían implementadas. En la 16.ª cumbre Ucrania-UE el 25 de febrero del 2013, el presidente del Consejo Europeo Herman Van Rompuy hizo un seguimiento de la declaración del Consejo de la Unión Europea, reiterando el llamado para la «acción decidida y un progreso tangible en estas áreas, a más tardar en mayo de este año». Por su parte, el presidente de la Comisión Europea José Manuel Durão Barroso aclaró que «un país no puede ser al mismo tiempo miembro de la Unión Aduanera y estar en el área de libre comercio con la Unión Europea». En el mismo sentido, el Comisario europeo de Ampliación y Política Europea de Vecindad, informó al Parlamento Europeo que si bien las autoridades ucranianas habían establecido su «compromiso inequívoco» para abordar las cuestiones planteadas por la UE, varios incidentes recientes «inquietantes» podrían retrasar la firma de los acuerdos. Sin embargo, el Ministerio de asuntos exteriores de Ucrania expresó su optimismo al decir que los acuerdos aún serían firmados en noviembre.
Yanukóvich declaró que Ucrania haría «su mejor esfuerzo» para satisfacer los requerimientos de la UE. No obstante, el presidente también se ocupaba de las negociaciones con Rusia para «encontrar el modelo apropiado» para la cooperación con la Unión Aduanera de Bielorrusia, Kazajistán y Rusia  Mientras, para coordinar la preparación de la asociación de Ucrania a la Unión Europea, el gobierno de Yanukóvich aprobó un Plan de medidas prioritarias. Además, el 7 de april un decreto de Yanukóvich liberó de prisión a Yuri Lutsenko y lo exentó de cualquier castigo que siguiera a la fecha.
El 3 de septiembre de 2013, Yanukóvich instó a su parlamento a adoptar las leyes para que Ucrania cumpliera con los criterios de la Unión Europea que facilitaran la firma del AA en noviembre de ese mismo año. El 18 de septiembre, el gabinete ucraniano aprobó de manera unánime el borrador del AA. El 25 de septiembre de 2013, el presidente de la Rada Suprema, dijo que estaba seguro de que el cuerpo legislativo aprobaría todas las leyes necesarias para ajustarse a los criterios de la UE en relación con el acuerdo de asociación, a excepción del Partido Comunista de Ucrania, dado que «la Rada Suprema se ha unido en torno a estos proyectos de ley».

### Estancamiento
El 21 de noviembre de 2013, un decreto del gobierno ucraniano suspendió las preparaciones para la firma del Acuerdo de Asociación entre Ucrania y la Unión Europea; en su lugar se propuso la creación de un comisión de comercio entre Ucrania, la Unión Europea y Rusia, lo que resolvería los problemas de comercio entre las partes de este posible acuerdo. El primer ministro Mikola Azárov emitió el decreto con el fin de «garantizar la seguridad nacional de Ucrania» y en consideración de las posibles ramificaciones de comercio con Rusia (y otros países de la CEI) si el acuerdo fuera signado en la cumbre de noviembre en Vilnius. Según el vice primer ministro, Yuriy Boyko, Ucrania reanudaría la preparación del acuerdo «cuando la caída de la producción industrial y nuestras relaciones con los países de la CEI sean compensados por el mercado europeo, de lo contrario la economía de nuestro país va a sufrir un daño grave». El mismo día el presidente ucraniano, Víktor Yanukóvich, declaró que «una alternativa para las reformas en Ucrania y una alternativa para la integración a Europa no existe [...] Estamos yendo por este camino y no cambiaremos nuestra dirección».
En Kiev, el malestar de los partidos de la oposición como resultado del estos anuncios dio inicio al Euromaidán, las protestas más grandes desde la Revolución naranja. Además, el mismo día la Rada Suprema no aprobó ninguna de las seis mociones que permitían a la ex primera ministra Yulia Timoshenko el recibir tratamiento médico en el extranjero, lo cual había sido una demanda de la UE para la firma del acuerdo de asociación —la misma semana Tymoshenko había declarado que se sentía lista para pedir a la UE que evite la demanda por su libertad si eso significaba que Yanukóvich firmara el acuerdo—
Más tarde el 21 de noviembre, el secretario de prensa presidencial ruso Dmitri Peskov llamó al decreto de Ucrania «una decisión estrictamente interna y soberana del país, y creemos que no tenemos derecho a hacer comentarios al respecto» y afirmó que Rusia estaba preparada para tener negociaciones tripartitas con Ucrania y la UE sobre comercio y asuntos económicos. La misión de observación del Parlamento Europeo en Ucrania declaró (también el 21 de noviembre de 2013) que todavía había una oportunidad para firmar el tratado de asociación UE - Ucrania. Por su parte, varios diplomáticos de la UE se mostraron más escépticos de los motivos invocados por el gobierno ucraniano.
El 23 de noviembre Yanukóvich dijo que su gobierno podría firmar un nuevo acuerdo con la UE «tan pronto alcancemos un nivel que sea cómodo para nosotros, que complazca nuestros intereses, cuando estemos de acuerdo en términos normales». Además admitió que Rusia había pedido retrasar el acuerdo de asociación con la UE. También el primer ministro Azarov afirmó que «el proceso de negociación sobre el acuerdo de integración continúa, y que el esfuerzo de mover nuestro país más cerca de los estándares europeos no ha parado ni un solo día». En consecuencia, Yanukóvich asistió a la cumbre del 29 de noviembre con la UE pero el acuerdo no fue firmado. En la reunión, el presidente ucraniano dijo que todavía tenía intenciones de firmar el acuerdo más tarde y manifestó que necesitaba un apoyo financiero substancial para compensar las respuestas amenazantes de Rusia, y propuso iniciar conferencias tripartitas entre Rusia, Ucrania y la Unión Europea. También instó a Bruselas a prestar ayuda a Ucrania en la facilitación de los términos para un posible préstamo del FMI.
Al final de la cumbre, José Manuel Durão Barroso declaró que la UE no toleraría «un veto de un país tercero» en sus negociaciones sobre la integración con Ucrania. También declaró que «nosotros estamos embarcados en un viaje largo, ayudando a Ucrania a convertirse, como otros, en lo que llamamos ahora, un estado miembro». Por su parte, el presidente del Consejo Europeo Herman Van Rompuy añadió que «nosotros no nos rendiremos ante presión externa, por lo menos no de Rusia». Barroso reiteró que la oferta de la UE hacia Ucrania en términos de la firma de un acuerdo de asociación seguían en pie. Entre tanto, el presidente ruso Vladímir Putin pidió el fin de las críticas hacia la decisión de Ucrania de retrasar el acuerdo de asociación, y que el acuerdo con la UE era algo nocivo para los intereses de seguridad rusos.
Las protestas en Kiev habían continuado y, el 8 de diciembre los manifestantes derribaron la estatua de Vladímir Ilich Lenin, fundador de la Unión Soviética, por ser uno de los símbolos de lo que ellos consideran la «ocupación» ruso-soviética, y algunos exclamaban: «¡Yanukóvich es el siguiente!». Para organizar provocaciones y ayudar a la policía a reprimir a los manifestantes, el Gobierno de Azárov usó ampliamente las formaciones ilegales de Titushki. Las protestas recibieron amplio apoyo desde naciones occidentales que querían sacar a Ucrania de la órbita rusa para que se integrase en la órbita occidental. El 4 de diciembre el ministro de asuntos exteriores de Alemania se reunió en Kiev con líderes de la oposición para expresarles su apoyo. Al mismo tiempo, el Secretario de Estado de los Estados Unidos, John Kerry, dijo que «los ucranianos deben poder decidir su futuro». El 15 de diciembre, el senador estadounidense John McCain visitó a los manifestantes en la plaza y les mostró su apoyo a la causa. En las protestas se hizo presente Victoria Nuland, subsecretaria de Estado para asuntos políticos de los Estados Unidos, para dar su apoyo a los manifestantes armados.

### La firma
Tras su huida en dirección desconocida el 21 de febrero de 2014, el presidente Yanukóvich fue destituido de su cargo por la Rada Suprema reemplazándolo por Oleksandr Turchínov como presidente interino. Durante una cumbre de la UE en Bruselas el 21 de marzo de 2014, el nuevo primer ministro ucraniano Arseniy Yatseniuk y los líderes de la Unión Europea Herman Van Rompuy y José Manuel Durão Barroso, junto con los 27 líderes políticos nacionales o jefes de Estado en el Consejo Europeo firmaron en Bruselas las provisiones políticas del Acuerdo de Asociación, con el decreto de un Área de libre comercio para ser firmado después de las Elecciones presidenciales de Ucrania de 2014.

## Disposiciones
El acuerdo establece que ambas partes se reunirán de manera regular en varias cumbres que serán atendidas por las respectivas cabezas de estado, principalmente entre el Presidente del Consejo Europeo y el Presidente de Ucrania. Miembros del Consejo de la Unión Europea y el Consejo de Ministros de Ucrania también deben reunirse regularmente, así como los miembros del Parlamento Europeo y el Parlamento de Ucrania, y otros oficiales y expertos de ambas partes.
El acuerdo también compromete a ambas partes a cooperar y converger en cuanto a políticas, legislación y regulación a través de una amplia gama de áreas. Estas incluyen: derechos iguales para los trabajadores, los pasos hacia el movimiento libre de visado, el intercambio de información y personal en el área de justicia, la modernización de la infraestructura energética de Ucrania y el acceso al Banco Europeo de Inversiones, entre otros.
Este acuerdo también compromete a Ucrania a una agenda de reformas económicas, jurídicas y financieras, así como a una aproximación gradual de sus políticas con aquellas en la UE. Ucrania también realizó un compromiso para cumplir de manera gradual con los estándares técnicos y de consumo en la UE. A cambio de éstas medidas, la Unión Europea abastecería a Ucrania con soporte financiero y político, el acceso a la investigación y al conocimiento, y el acceso preferente a los mercados europeos. El acuerdo también compromete a ambas partes a promover la convergencia gradual en el área de las políticas extranjeras y de seguridad, específicamente con la Política Común de Seguridad y Defensa de la Unión Europea y las políticas establecidas por la  Agencia Europea de Defensa.

### Comercio
Ambas partes progresivamente establecerán un área de libre comercio durante un periodo de un máximo de 10 años  comenzando desde que el acuerdo entre en vigor.
Cada parte reducirá o eliminará los impuestos de los bienes originarios de su contraparte. Ucrania eliminara los derechos de aduana sobre las importaciones de determinados artículos de prendería y otros artículos de prenda. Ambas partes no instituirán o mantendrán los derechos de aduana, impuestos u otras medidas de que tengan un efecto equivalente sobre, o en conexión con, la exportación de bienes de un territorio hacia otro. Las obligaciones existentes o medidas de efecto equivalente aplicadas por Ucrania se eliminarán gradualmente durante un período de transición. Cada parte tiene prohibido mantener, introducir o reintroducir subvenciones a la exportación u otras medidas de efecto equivalente a los productos agropecuarios destinados al territorio de la otra parte.
Las partes establecerán un diálogo de expertos sobre medidas comerciales correctivas como un foro para la cooperación en materia de comercio. El diálogo buscará mejorar el conocimiento de una de las partes y la comprensión de las leyes de reparación comercial, políticas y prácticas de la otra parte; mejorar la cooperación entre las autoridades de ambas partes que tengan la responsabilidad sobre los asuntos comerciales; la discusión de los avances internacionales en el área de defensa comercial y la cooperación en cualquier otra materia de medidas comerciales correctivas.
Las partes reforzarán su cooperación el campo de los reglamentos técnicos, estándares, meteorología, la vigilancia comercial, la acreditación y los procedimientos de evaluación de la conformidad con mira a incrementar el entendimiento mutuo de sus respectivos sistemas y facilitar el acceso a sus respectivos mercados. En esta cooperación, las partes buscarán identificar, desarrollar y promover iniciativas para facilitar el comercio, entre las que se incluyen: el refuerzo de la cooperación reglamentaria mediante el intercambio de información, experiencias y datos; la cooperación científica y técnica, con miras a mejorar la calidad de los respectivos reglamentos técnicos, normas, pruebas, vigilancia del mercado, certificación y acreditación, y hacer un uso eficiente de los recursos reglamentarios; promover y fomentar la cooperación entre las respectivas organizaciones, públicas o privadas, responsables de la normalización, las pruebas, la vigilancia del mercado, la certificación y la acreditación; fomentar el desarrollo de la infraestructura de calidad para el sistema de vigilancia comercial en Ucrania; la promoción de la participación de Ucrania en la albor de las organizaciones europeas relacionadas; y buscar soluciones a los obstáculos que puedan surgir en el comercio; coordinar sus posiciones en el comercio internacional y las organizaciones reguladoras, como la Organización Mundial del Comercio y la Comisión Económica de las Naciones Unidas para Europa.
Ucrania tomará las medidas necesarias para lograr de manera gradual la conformidad con las regulaciones técnicas de la UE y los estándares europeos, acreditación, medidas de asesoramiento de conformidad y los sistemas de investigación de mercados, y aceptar y seguir los principios y prácticas establecidas en las decisiones relevantes de la UE. Para éste propósito Ucrania:
- incorporará el acervo pertinente de la UE en su legislación;
- realizará las reformas administrativas e institucionales que sean necesarias para aplicar el Acuerdo de Asociación y el acuerdo sobre la evaluación de la conformidad y aceptación de productos industriales (AECA); y
- proveerá el sistema administrativo eficaz y transparente para la ejecución de éstos asuntos.

Ucrania también se asegurará de que sus organismos nacionales pertinentes participen plenamente en los organismos europeos e internacionales de la normalización, metrología legal y fundamental, y la evaluación de la conformidad, incluyendo la acreditación de acuerdo con su área de actividad y la condición de miembro a su disposición.
Ucrania también incorporará progresivamente el esquema de los estándares europeos (EN) como estándares nacionales, incluyendo las normas europeas armonizadas. Simultáneamente con esta transposición, Ucrania retirará normas nacionales técnicamente conflictivas, incluyendo la aplicación de estas normas de un estado a otro (GOST/ГОСТ), desarrolladas antes de 1992.
Además, Ucrania cumplirá de manera progresiva con los demás requisitos de afiliación, de acuerdo con los requisitos aplicables a los miembros de pleno derecho de las organizaciones europeas de normalización.
Ucrania va a aproximar su legislación sanitaria y fitosanitaria y de bienestar animal con los estándares de la UE.

### Área de libre comercio
El área profunda y completa de libre commercio (APCLC) es parte del acuerdo de asociación. Aunque la labor de la firma de un Tratado de libre comercio entre Ucrania y la UE ya había comenzado en 1999, las negociaciones formales entre el gobierno de Ucrania y el Comisario europeo de Comercio no habían comenzado hasta el 18 de febrero del 2008. Para mayo del 2011, quedaban tres cuestiones pendientes por resolver en el acuerdo de libre comercio: cuotas a las exportaciones de granos de Ucrania, el acceso al mercado de servicios de la UE y de los nombres geográficos de los productos ucranianos. Sin tomar en cuenta estos asuntos, el acuerdo estaba listo. A pesar de estas cuestiones pendientes, Ucrania estaba dispuesta a firmar el acuerdo en su forma actual. A pesar de que quería una base más fuerte sobre las perspectivas de ampliación y el acceso al mercado europeo para sus camioneros, Ucrania tenía más que muchos otros candidatos en la etapa equivalente del proceso. El acuerdo finalizado se inició el 19 de julio del 2012.
La ratificación de la APCLC, como el AA, se ha estancado por la preocupación de la UE sobre el estado de derecho en Ucrania. Esto incluye la aplicación de la justicia selectiva, así como la modificación de las leyes electorales.
Si Ucrania eligiese el acuerdo, la Unión aduanera (Eurasia) entre Bielorrusia, Kazajistán y Rusia tendrían que retirarse de los tratados de libre comercio con el país, de acuerdo al consejero presidencial ruso Serguéi Gláziev. Sin embargo, el 21 de noviembre de 2013 un decreto del gobierno ucraniano suspendió las preparaciones para la firma del acuerdo, el cual estaba programado para ser firmado durante la cumbre de la UE de noviembre del 2013 en Vilnius, aunque no fue firmado. La decisión de aplazar la firma del acuerdo de asociación llevó a la Revolución ucraniana de 2014.

## Efectos
Uno de los efectos esperados es un alza del 50 en el precio del gas natural vendido a los consumidores domésticos en Ucrania. El alza se espera que empiece a tener efecto el 1 de mayo como parte de una serie de contingencias entrelazadas requeridas por la UE y por el FMI para proporcionar asistencia financiera a Ucrania. Antes del alza, todo el gas natural adquirido por el gobierno de Ucrania se revendía a los consumidores por medio de las subsidiarias del gobierno y a un precio más bajo que el de mercado. El FMI exigió a Ucrania el reformar esas subsidiaría con el fin de proporcionar al gobierno nacional con un paquete de ayuda valuado en millones de euros. La Unión Europea, a su vez, exigió a Ucrania el asegurar ese paquete de ayuda del FMI con el fin de apoyar de manera financiera a Ucrania, bajo los términos del tratado y por un monto de €1.6  mil millones de euros. También se espera un alza en los precios del gas para las compañías de calefacción de un 40% a partir del 1 de julio. Anders Aslund, exasesor económico del gobierno de Ucrania, cree que los gastos de Ucrania se pueden recortar en un 2% del producto interno bruto si se detienen los subsidios al gas.

## Reacciones
El presidente del Consejo Europeo Herman Van Rompuy declaró, antes de la firma de las disposiciones políticas en el acuerdo de asociación el 21 de marzo del 2014, que el acuerdo muestra "el firme apoyo de la UE hacia el curso que la gente de Ucrania ha perseguido con valentía" y que la UE "está dispuesta a ayudar a restaurar la estabilidad macroeconómica en el país y para eliminar los derechos de aduana sobre las exportaciones de Ucrania hacia la UE durante un tiempo". Por su parte, la canciller alemana Angela Merkel, fue uno de los líderes europeos que firmaron las disposiciones políticas del acuerdo el 21 de marzo de 2014 y declaró que el acuerdo "es una manera de asegurar al gobierno y a la gente ucraniana un apoyo más amplio". En la misma línea, el primer ministro británico David Cameron, fue uno de los líderes europeos que firmaron las disposiciones políticas del acuerdo el 21 de marzo del 2014 y declaró en una rueda de prensa que "el éxito de Ucrania será una de las respuestas más potentes contra la agresión rusa".
En sentido contrario, el 29 de julio del 2013, Rusia prohibió la importación de productos de chocolate hechos por la compañía ucraniana Roshen y pidió a Bielorrusia y Kazajistán seguir su ejemplo. Un funcionario sanitario de Rusia dijo que la empresa no había cumplido con los estándares de calidad y seguridad, pero los críticos alegaron que la prohibición se entiende como una advertencia contra Ucrania por asociarse de manera más cercana con la UE. El propietario de Roshen, Petró Poroshenko, está catalogado como proeuropeo. El 14 de agosto de 2013, oficiales del Servicio Federal Ruso de Aduanas comenzaron la introducción de inspecciones de cargamento proveniente de Ucrania más rígidos que los que normalmente se hacían. Esto duró hasta el 20 de agosto de 2013 y fue seguido por declaraciones hechas por el máximo asesor económico del presidente ruso, Serguéi Gláziev, quien dijo que el impacto de la respuesta de Rusia a Ucrania y la firma del acuerdo de asociación, incluidos los aranceles y los controles comerciales, podrían resultar en el incumplimiento, una disminución en el nivel de vida y de "política y malestar social en Ucrania", y que violaría el tratado de amistad y sociedad estratégica Rusia - Ucrania. Este último, advirtió, significaría que la estabilidad de Ucrania no estaba garantizada por Rusia, que podría intervenir en el país a petición de las regiones prorrusas.
El presidente ruso Vladímir Putin advirtió que los miembros de la unión aduanera de Bielorrusia, Kazajistán y Rusia podrían imponer lo que ellos llamaban "medidas preventivas" en cuanto a la actividad comercial entre Ucrania y la Unión Europea. La UE condenó las medidas de Rusia conectadas con el acuerdo de asociación, calificándolas de "inaceptables".
El Primer ministro de Ucrania Mikola Azárov instó a Rusia a "aceptar la realidad de que Ucrania está firmando un acuerdo con la Unión Europea" y calificó cualquier barrera artificial como inútil.
El Presidente de Ucrania Víktor Yanukóvich reafirmó su compromiso con la firma del acuerdo durante su discurso anual en el Día de Independencia de Ucrania el 24 de agosto, y lo llamó un incentivo para que Ucrania se convierta en un estado europeo moderno. Durante el mismo discurso, también llamó para la preservación y la profundización de los lazos con "...Rusia, países de la comunidad de Eurasia, otros líderes mundiales y los nuevos centros de desarrollo económico". Los políticos ucranianos de oposición proeuropea comentaron que las acciones rusas eran consistentes y filtraron un documento en el que se especificaba una estrategia del gobierno ruso para ampliar la unión aduanera de Bielorrusia, Kazajistán y Rusia con Ucrania y para prevenir su posterior asociación con las estructuras euro-atlánticas. Entre otras cosas, el documento de 14 páginas contiene los esfuerzos para promover los medios de comunicación prorrusos y formadores de opinión, la sanción de los activistas ucranianos proeuropeos, políticos y empresarios, los esfuerzos para elegir a Víktor Medvedchuk (prorruso) durante las Elecciones presidenciales de Ucrania de 2014 y una purga subsiguiente de funcionarios proeuropeos. El documento también menciona la cooperación con Bielorrusia en este tema. Los expertos comentan sobre el "documento filtrado" argumentando que Medvedchuk no tenía ninguna posibilidad de ganar las elecciones presidenciales del 2014 y su postura no podría afectar seriamente la firma del acuerdo de asociación.
El 19 de septiembre del 2013, el presidente ruso Vladímir Putin declaró que Rusia impondría "medidas de protección" en contra de Ucrania una vez que el acuerdo con la Unión Europea fuera implementado. Al día siguiente, Alekséi Pushkov, presidente del comité de asuntos internacionales de la Duma Estatal (cámara baja del parlamento de Rusia), comentó que Ucrania estaba entrando en la "dependencia semicolonial" de la UE. El 8 de octubre del 2013, el presidente Putin declaró que el acuerdo de libre comercio "podría crear ciertos problemas para el comercio y la cooperación, cierto daño podría resultar hacia la esfera económica pero no vamos a tener ningún problema en el ámbito político, estoy seguro". El 24 de octubre del 2013, añadió que si el acuerdo de asociación fuese firmado por Ucrania, los productos ucranianos no gozarían de los beneficios de la Unión aduanera euroasiática de Bielorrusia, Kazajistán y Rusia en Rusia, pero que "los bienes ucranianos tendrán la misma posición que los bienes originarios de otros países del mundo que son miembros de la OMC".

## El desplazamiento del Acuerdo de Asociación hasta 31 de diciembre de 2015
A principios de septiembre de 2014, la Comisión Europea, el Gobierno de Ucrania y Rusia acordaron en negociaciones trilaterales en poner en vigor el acuerdo a finales de 2015. "Nos hemos puesto de acuerdo para demorar la aplicación provisional hasta el 31 de diciembre del próximo año", dijo el Comisario europeo de Comercio Karel De Gucht el 12 de septiembre de 2014 en Bruselas a finales de negociaciones con Pavló Klimkin, Ministro de Relaciones Exteriores de Ucrania, y Alekséi Ulyukáyev, el ministro ruso de Asuntos Económicos. La aprobación de los países de la UE aún está pendiente. La facilitación del comercio unilateral - la supresión de los derechos de importación a la UE - entrará en vigor - siempre que el Consejo de Ministros de la UE lo consienta. Persisten los aranceles sobre los productos importados desde la UE.
Detrás de esta decisión está la preocupación de Rusia que la  UE podría entrar en el mercado ruso a través de Ucrania. Por lo tanto, el gobierno Ruso anunció nuevos aranceles a los productos ucranianos si, como estaba previsto, el Acuerdo de Asociación entrara en vigor el 1 de noviembre de 2014. El 1 de septiembre de 2014, Rusia había presentado una lista con 2370 peticiones de cambio expresando sus preocupaciones por las consecuencias para el comercio ruso-ucraniano. La lista fue solicitada el 11 de julio de 2014 por Karel de Gucht. Según la presentación del periódico alemán Süddeutsche Zeitung, se ha difundido la convicción en Bruselas que "los lazos económicos entre Moscú y Kiev no pueden ser ignorados."